# Língua aka-jeru
A língua Jeru, Aka-Jeru ,também conhecido como Yerawa, não deve ser confundido com a  língua jarawa), uma língua das ilhas Andaman (Grande Andamanesa), do grupo do Norte. Jeru era falado no interior e na costa sul de Andaman Norte e Ilha Sound.

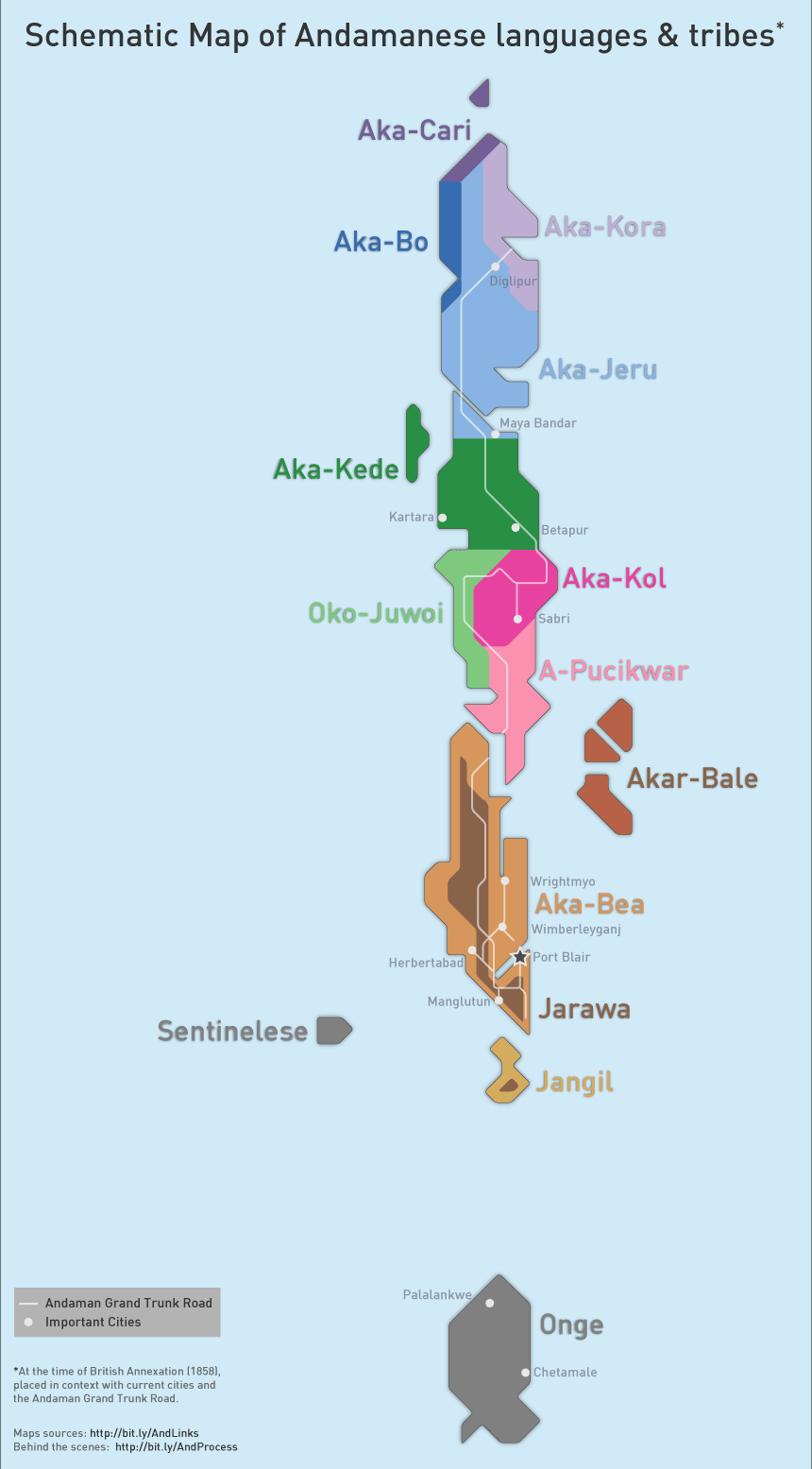
Ilhas Andaman

A língua era escrita em Devanagari

## História
À medida que o número de Grandes Andamaneses diminuía progressivamente, as várias tribos ou desapareceram completamente ou se fundiram através de casamentos mistos. Em 1994, os 38 Grandes Andamaneses restantes que podiam traçar sua ancestralidade e cultura até as tribos originais pertenciam a apenas três delas, povo Jeru, povo Bo (Andaman), e povo Cari]]).
Quer o idioma Grande Andamanês resultante fosse Jeru ou uma língua crioula baseada em várias outras, das quais Jeru era um componente principal, o último falante fluente morreu em 2009.

## Gramática
As línguas do Grande Andamanês são línguas aglutinativas, com um extenso sistema de prefixos e sufixos.  A língua tem um sistema distinto de classede substantivos baseado em grande parte nas partes do corpo, em que cada substantivo e adjetivo pode receber um prefixo de acordo com a parte do corpo associada (com base na forma ou associação funcional). Assim, por exemplo, o * aka- no início dos nomes dos idiomas é um prefixo para objetos relacionados à língua. Um exemplo adjetival pode ser dado pelas várias formas de  yop , "flexível , suave ", em Aka-Bea:
- A almofada ou esponja é  ot-yop  "redondo-macio", do prefixo anexado às palavras relacionadas à cabeça ou coração.
- Uma bengala  ôto-yop , "maleável", de um prefixo para coisas longas.
- Um bastão ou lápis é  aka-yop , "pontudo", do prefixo de uma língua.
- Uma árvore caída é  ar-yop , "podre", do prefixo para membro ou coisas verticais.

Da mesma forma,  bēri-ŋa  "bom" produz:
- un-bēri-ŋa  "inteligente" (boa mão).
- ig-bēri-ŋa  "visão aguçada" (boa visão).
- aka-bēri-ŋa  "bom em idiomas" (bom em línguas.)
- ot-bēri-ŋa  "virtuoso" (cabeça / bom coração)

### Prefixos
|                        | Bea     | Balawa? | Bajigyâs? | Juwoi | Kol  |
| ---------------------- | ------- | ------- | --------- | ----- | ---- |
| cabela/coração         | ot-     | ôt-     | ote-      | ôto-  | ôto- |
| mão/pé                 | ong-    | ong-    | ong-      | ôn-   | ôn-  |
| boca/língua            | âkà-    | aka-    | o-        | ókô-  | o-   |
| torso                  | ab-     | ab-     | ab-       | a-    | o-   |
| olho/face/braço/peitot | i-, ig- | id-     | ir-       | re-   | er-  |
| costas/perna/nádega    | ar-     | ar-     | ar-       | ra-   | a-   |
| cintura                | ôto-    |         |           |       |      |

Partes do corpo são possuídas de forma inalienável, exigindo um prefixo de adjetivo possessivo para completá-las, então não se pode dizer "cabeça" sozinho, mas apenas "minha, ou cabeça dele, ou sua, etc.
Os pronomes básicos são quase idênticos nas grandes línguas Andamanesas; Aka-Bea servirá como um exemplo representativo (pronomes dados em suas formas prefixais básicas):
| Eu, meu              | d- | Nós, nosso  | m- |
| O senhor, seu        | ŋ- | Tu, yteu    | ŋ- |
| ele, dele, ela, dela | a  | eles, deles | l- |

'Isto' e 'aquilo' são distinguidos como  k-  e  t- .
A julgar pelas fontes disponíveis, as línguas andamanesas têm apenas número cardinais; Um e Dois, dois, um a mais, um pouco mais, e todos.

## Amostra de texto
कूरोतोनमीका मोम मीरीतलाऽ, बीलीक लौकौएमात, पेआकार आतलो तोपछीके आत लैचे लेछलीन आ, कोतीक आ औकौकोडाऽकछीने आतलो कारातताऽताकेमीऽन।
IPA
kurot̪onmikɑ mom mirit̪lɑː, bilik lɔkɔemɑt̪, peɑkɑr ɑt̪lo topcʰike ɑt lɑice lecʰlin ɑ, kot̪ik ɑ ɔkɔkodɑːkcʰine ɑt̪lo kɑrɑt̪t̪ɑːt̪ɑkemiːn.
Português
O Sr. Pombo roubou um tição em Kuro-t'on-mika, enquanto Deus estava dormindo. Ele deu a marca ao falecido Lech, que então fez fogueiras em Karat-tatak-emi.